# برابوس راکت
برابروس موشک (Brabus Rocket) خودرویی است.
طراحی آن خودروهای موتور جلو-محور عقب بوده
موتور آن ۱۱۷۶۵۳ سی‌سی سیستم جعبه‌دندهٔ آن ۵ دنده به صورت خودکار است.